# Milakovići (Prijepolje)
Pour les articles homonymes, voir Milakovići.
Milakovići (en serbe cyrillique : Милаковићи) est un village de Serbie situé dans la municipalité de Prijepolje, district de Zlatibor. Au recensement de 2011, il comptait 49 habitants.

## Démographie
| 1948 | 1953 | 1961 | 1971 | 1981 | 1991 | 2002 | 2011 |
| ---- | ---- | ---- | ---- | ---- | ---- | ---- | ---- |
| 243  | 291  | 309  | 294  | 215  | 126  | 66   | 49   |

|  |